# Radebeul
Radebeul település Németországban, azon belül Szászország tartományban. Lakosainak száma 33 804 fő (2023. december 31.).

## Népesség
A település népességének változása:
| Lakosok száma | 33 954 | 34 008 | 33 743 | 34 096 | 33 804 |
|               | 2017   | 2019   | 2021   | 2022   | 2023   |